# Bátor
Bátor é um município da Hungria, situado no condado de Heves. Tem 27,32 km² de área e sua população em 2015 foi estimada em 343 habitantes.